# 上奧勒什蒂瓦拉鄉

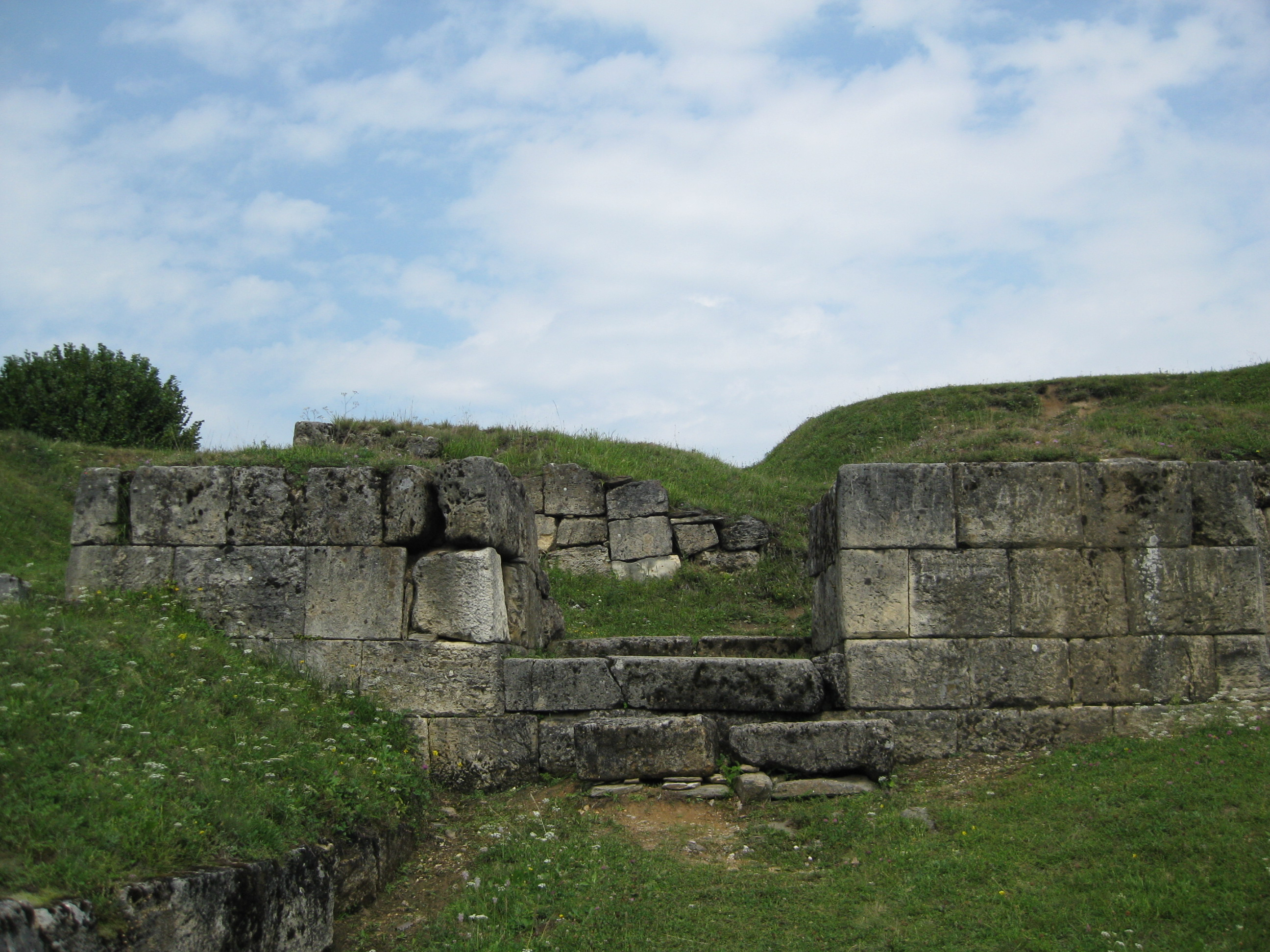

上奧勒什蒂瓦拉鄉（羅馬尼亞語：Comuna Orăștioara de Sus, Hunedoara），是羅馬尼亞的鄉份，位於該國西部，由胡內多阿拉縣負責管轄，面積229平方公里，海拔高度607米，2007年人口2,322，人口密度每平方公里10人。